# Seioptera importans
Seioptera importans är en tvåvingeart som beskrevs av Willi Hennig 1941. Seioptera importans ingår i släktet Seioptera och familjen fläckflugor. Inga underarter finns listade i Catalogue of Life.